# The suite
The suite è un album degli Analogy pubblicato nel 1993.

## Tracce
The Suite A (16:04)
1. Sink Or Swim
2. The Mirror
3. The Treatment
4. Merseburg Charm
5. Spirit Dance

The Suite B (11:53)
1. Ventador
2. Intermission
3. 1000 Deaths
4. Is There A Chance